# Цено Урено
Цено Урено (צאנה וראינה), наричана понякога Женска Библия е белетристична творба от 1616 г. на идиш, чиято структура съответства на седмичните части на Петокнижието и Хафтора, използвани в юдейските богослужения. Написана от равин Якоб бен Исак Ешкенази (1550-1625) от Янова (близо до Люблин, Полша), тя смесва библейски пасажи с цитати от юдейския Устен закон като Агада и Мидраш на Талмуда, наричани понякога „притчи, алегории, разкази, анекдоти, легенди и наставления“ от светски писатели.
Името произлиза от стих на Песен на песните, започващ Цено урено б'нос Цион (на съвременен иврит „Це'на Уре'ена бнот Цийон“, „Излезте и вижте дъщери на Сион“ (3:11) ясно посочвайки, че книгата е предназначена за жени, които биха били по-малко запознати от мъжете с библейския иврит, каноническия закон на юдаизма. Заглавната страница на изданието от 1622 г. в Базел признава източниците на книгата, включително по-ранният популяризатор Раши (1040-1105) и тълкуването от 13 век на Бахя бен Ашер бен Халава, както и талмудични източници.
Сол Липцин описва Цено Урено като „увлекателна дидактична книга, която може да спечели одобрението на строгите морални водачи на Източноевропейските евреи и в същото време да съпътства жените като техен любим литературен и религиозен текст от юношество до старост. В продължение на поколения почти няма идишки дом, който да не притежава екземпляр.“
Поради ориентировката към жени читатели, книгата е специфично се съсредоточава върху жените матриарси, разните споменати ухажвания и спасяването на Моисей от дъщерята на фараона. Макар да има ярки описания на рая и ада, набляга се на служенето на Бога по своя воля и с цяло сърце като път към праведността, вместо надеждата за награда или страха от наказание. Благотворителността и подаянията също се подчертават.